# The Box (Orbital)
"The Box" is een single van het Britse muziekduo Orbital die op 15 april 1996 verscheen. Het nummer is afkomstig van het in 1996 uitgebrachte album In Sides.

## Beschrijving
Het muzieknummer zorgde voor bekendheid van het duo. In Nederland werd het slechts een bescheiden hit, maar de videoclip (met Tilda Swinton in de hoofdrol) werd vanwege de opvallende stijl veel gedraaid. In het thuisland van Orbital kwam het nummer tot plaats 11.
"The Box" is uitgebracht in twee versies en zes arrangementen. De versie op het album kwam in twee delen, een langzamere en een snellere versie. De singleversie kwam in vier delen, een albumversie die ook is gebruikt in de videoclip, twee nummers die klankelementen delen en een versie met zang van Grant Fulton en Alison Goldfrapp.
Een gedeelte van het nummer is gebruikt in de film A Life Less Ordinary uit 1997 en in de laatste aflevering van de animatieserie Daria.

## Nummers
1. "The Box (Radio Edit)" – 4:13
2. "The Box (Untitled Version 1)" – 7:46
3. "The Box (Untitled Version 2)" – 8:40
4. "The Box (Vocal Reprise)" – 7:36

## Videoclip
Er verscheen een videoclip van het nummer met actrice Tilda Swinton. De muziekvideo werd opgenomen met stop-motion-techniek en won de Silver Sphere-prijs voor beste korte film.

## Hitlijsten
| Hitlijsten (1996)                          | Hoogste positie |
| ------------------------------------------ | --------------- |
| Nederland (Single Top 100)                 | 8               |
| Groot-Brittannië (Official Charts Company) | 11              |